# Sacomã
Sacomã est un district situé dans la région sud-est de la municipalité de São Paulo, dans l'État de São Paulo, au Brésil. D'un point de vue culturel et traditionnel, le quartier de Sacomã est lié au quartier d'Ipiranga. La région traditionnellement appelée Sacomã correspond à la zone commerciale située dans les derniers blocs de la rue Silva Bueno, rue Greenfeld, rue Agostinho Gomes et rue Bom Pastor, où se trouve le terminus de bus Sacomã (Ipiranga).

## Histoire
Le nom d'origine du quartier était Saccoman, en l'honneur de la famille homonyme d'entrepreneurs français qui possédait l' Estabelecimento Cerâmico Saccoman Frères, la première grande usine de produits céramiques, notamment de tuiles, du Brésil,. Une partie de la zone précédemment occupée par l'usine est, aujourd'hui, la Favela Heliópolis.
Région historiquement d'occupation prolétarienne, avec une forte présence d'immigrants italiens au XXe siècle, elle a servi de foyer aux ouvriers des industries d'Ipiranga, de Mooca et du ABC Paulista. De ce quartier part la rodovia Anchieta, point de départ de la ville de São Paulo vers le littoral de São Paulo. Le district borde les districts de Cursino et d'Ipiranga et les municipalités de Diadema, São Bernardo do Campo et São Caetano do Sul. Sacomã est également proche d'autres districts importants de São Paulo, tels que Jabaquara, Saúde, Vila Mariana, Mooca et Vila Prudente.
Il a reçu un nouveau terminus de bus, le terminus Sacomã, avec des bus en provenance de points de la zone sud de São Paulo et ABC. C'est à côté de ce terminus que démarre la première ligne de l'Expresso Tiradentes.
Le 30 janvier 2010, la station Sacomã a été inaugurée, intégrée au terminal de bus Expresso Tiradentes (communément appelé Fura-fila), appartenant à la ligne 2 du métro de São Paulo.

## Quartiers
- Jardim Ana Maria
- Jardim Botucatu
- Jardim Celeste
- Jardim Clímax
- Jardim dos Bandeirantes
- Jardim Elísio
- Cidade Nova Heliópolis
- Jardim Imperador
- Jardim Leônidas Moreira
- Jardim Liar
- Jardim Maria Estela
- Jardim Natália
- Jardim Patente
- Jardim Patente Novo
- Jardim Santa Cruz
- Jardim Santa Emília
- Jardim Santo Antônio do Cursino
- Jardim Seckler
- Jardim Tropical
- Parque Bristol
- São João Clímaco
- Vila Anchieta
- Vila Arapuã
- Vila Bandeirantes
- Vila Caraguatá
- Vila Conde do Pinhal
- Vila Cristália
- Vila Cristina
- Vila das Mercês
- Vila Elísio
- Vila Henrique Cunha Bueno
- Vila Liviero[6]
- Vila Marte
- Vila Moinho Velho
- Vila Moraes
- Vila Natália
- Vila Quaquá
- Sacomã
- Vila Romano
- Vila Sacomã
- Vila Santa Teresa
- Vila Vera
- Vila Vergueiro
- Vila Vermelha[7]